# Jo Kennedy
Pour les articles homonymes, voir Kennedy.
Jo Kennedy, née à Melbourne (Australie) le 5 août 1962, est une actrice, réalisatrice et scénariste australienne.

## Biographie
Jo Kennedy est surtout connue pour son rôle de Jackie dans Starstruck 1982 qui est devenu un film culte sur la télévision par câble. La bande son du film comporte le single Body and Soul, écrit par Tim Finn (en) de Split Enz sous le nom de She Got corps She Got Soul, et chanté par Jo Kennedy. Le titre arrive en cinquième place sur l'Australian Kent Music Report Singles Chart en mai 1982.

## Filmographie partielle

### Au cinéma
- 1982 : Starstruck (en) de Gillian Armstrong
- 1985 : Wrong World de Ian Pringle
- 1989 : Tender Hooks (en) de Mary Callaghan
- 1990 : Golden Braid (en) de Paul Cox
- 2000 : Waiting at the Royal (en) de Glenda Hambly

## Distinctions
- 1985 : 35e Festival international du film de Berlin : Ours d'argent de la meilleure actrice pour Wrong World